# 지능형 지속 공격

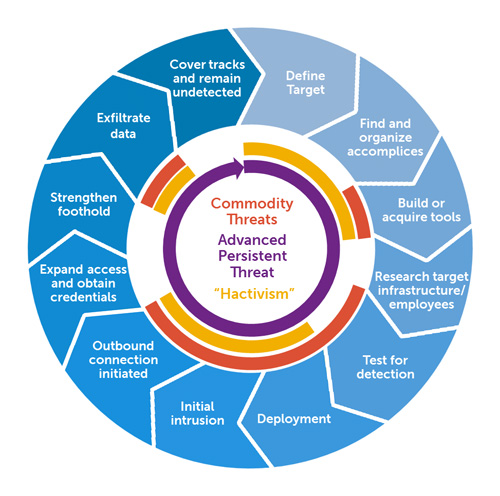
APT의 수명 주기를 묘사한 그림.

지능형 지속 공격(advanced persistent threat, APT)은 잠행적이고 지속적인 컴퓨터 해킹 프로세스들의 집합으로, 특정 실체를 목표로 하는 사람이나 사람들에 의해 종종 지휘된다. 지능형 지속 공격은 보통 개인 단체, 국가, 또는 사업체나 정치 단체를 표적으로 삼는다. 이 공격은 오랜 시간 동안 상당한 정도의 은밀함이 요구된다. "고급"(advanced) 프로세스는 시스템 내의 취약점을 공격하기 위해 악성 소프트웨어를 이용한 복잡한 기법을 나타내고 "지속"(persistent) 프로세스는 외부 C&C(커맨드 앤드 컨트롤) 시스템이 지속적으로 특정 대상의 데이터를 감시하고 추출한다. "위협"(threat) 프로세스는 공격을 지휘할 때 인간이 동반됨을 뜻한다.

## 같이 보기
- 사이버스파이
- 다크호텔
- 킬 체인
- 스펙터 (버그)
- 오로라 작전
- 피싱
- 스파이웨어
- 스턱스넷